# Le Grand Karma
Le Grand Karma est un album de bande dessinée humoristique de Ben Radis et Dodo, paru en 1993. C'est le sixième album (et le dernier à ce jour) de la série Les Closh.